# Samuel Krismer
Samuel Krismer (* 17. Jänner 1994) ist ein österreichischer Fußballspieler auf der Position eines Stürmers.

## Karriere
Krismer begann seine Karriere beim SC Imst. Nachdem er bei der SPG Pitztal und beim SV Längenfeld gespielt hatte, ging er 2008 in die AKA Tirol. 2010 wechselte er zum FC Wacker Innsbruck, für dessen Regionalligamannschaft er spielte. Sein Profidebüt gab er am 23. Spieltag 2014/15 gegen den Floridsdorfer AC. Im Jänner 2016 wurde er bis Saisonende an den Amateurklub WSG Wattens verliehen. Nachdem er mit Wattens in den Profifußball aufgestiegen war, wurde er im Sommer 2016 fest verpflichtet. Hier konnte Krismer allerdings nicht Fuß fassen und zog sich bald darauf wieder in den Amateurfußball zurück
Zur Saison 2017/18 wechselte er zum viertklassigen SC Imst, seinem Jugendklub. Bei den Imstern brachte er es auf 24 von 30 möglich gewesenen Ligapartien, erzielte dabei sieben Tore und beendete die Saison mit dem Team auf dem sechsten Tabellenplatz. Im Tiroler Fußballcup schied er mit der Mannschaft erst im Viertelfinale gegen den SK Fieberbrunn aus. Innerhalb der Tiroler Liga ging es für Krismer weiter zum FC Zirl, bei dem er es 2018/19 auf 26 Meisterschaftseinsätze und neun -tore brachte. Ein vierter Platz im Endklassement reichte für die Teilnahme an der drittklassigen Tiroler Regionalliga ab der Spielzeit 2019/20, während im Tiroler Fußballcup abermals im Viertelfinale Schluss war. In der aufgrund der COVID-19-Pandemie vorzeitig abgebrochenen Saison brachte es der Angriffsspieler auf zwei Tore bei zwölf Einsätzen.
Im Sommer 2020 ging es für ihn weiter zum Aufsteiger und nunmehrigen Ligakonkurrenten, der SPG Silz/Mötz. In der aufgrund der Pandemie nicht fertig gespielten Saison 2020/21 kam der Angreifer in neun der 15 Spiele seiner Mannschaft zum Einsatz, erzielte zwei Tore und rangierte mit der Meisterschaft auf dem dritten Platz. 2021/22 absolvierte Krismer zwar nur knapp zwei Drittel der Spiele seiner Mannschaft, kam mit dem Team jedoch bis auf den zweiten Platz – mit einem Punkt Rückstand auf den direkten Aufsteiger, den SC Kundl – und sicherte sich dadurch einen Relegationsplatz. In dieser konnte sich der Klub gegen den SV Innsbruck durchsetzen und schaffte so den Aufstieg in die Regionalliga Tirol.
Nach einem erfolgreichen Grunddurchgang mit der SPG, in der es der Klub auf Rang 3 brachte, schaffte die Mannschaft im oberen Play-off den ersten Platz und die damit verbundene Teilnahme an der Regionalliga West ab der Saison 2023/24. Mit sieben Toren aus 25 Meisterschaftsspielen war Krismer am Erfolg seiner Mannschaft beteiligt. In der Regionalliga West brachte er es auf fünf Tore bei 27 Ligapartien und beendete die Meisterschaft mit dem Team auf dem siebenten Rang – nur vier Punkte hinter der auf dem 3. Platz gelegenen SVG Reichenau. Da sich die Spielgemeinschaft per Saisonende aus der Regionalliga West zurückzog, wurde dies von Krismer zum Anlass genommen, um den Verein zu wechseln. Innerhalb der drittklassigen Regionalliga West ging es für ihn zu seinem einstigen Ausbildungsverein, den SC Imst, für den er bis dato (Stand: 28. März 2025) in zwölf Ligaspielen im Einsatz war, dabei einen Treffer beisteuerte und auch ein Spiel (+ ein Tor) für die zweite Mannschaft des Vereins in der sechstklassigen Gebietsliga West absolvierte.